# Беса (Ардеш)
Беса (фр. Bessas) насеље је и општина у источној Француској у региону Рона-Алпи, у департману Ардеш која припада префектури Ларжантјер.
По подацима из 2011. године у општини је живело 197 становника, а густина насељености је износила 11,47 становника/km². Општина се простире на површини од 17,18 km². Налази се на средњој надморској висини од 296 метара (максималној 504 m, а минималној 153 m).

## Демографија
| 1962. | 1968. | 1975. | 1982. | 1990. | 1999. | 2011. |
| ----- | ----- | ----- | ----- | ----- | ----- | ----- |
| 146   | 146   | 147   | 169   | 147   | 166   | 197   |

График промене броја становника у току последњих година